# WOW!〜ディズニーマニア4 プレゼンツ・ディズニーロック&ポップ!!ミュージック・アルバム
『WOW!〜ディズニーマニア4 プレゼンツ・ディズニーロック&ポップ!!ミュージック・アルバム』 (Disneymania 4) は、ディズニーマニアシリーズ第4作のコンピレーション・アルバムである。
アメリカ合衆国で2006年4月4日に発売され、日本で8月30日に発売された。

## 概要
『WOW!〜ディズニーマニア4 プレゼンツ・ディズニーロック&ポップ!!ミュージック・アルバム』はディズニーマニアシリーズ第4作として発売された。ディズニーによる長編アニメーション映画で使用された楽曲をディズニー・チャンネル出演者をはじめとするアーティストによってカバーされた楽曲が収録されている。参加アーティストはマイリー・サイラス、チーター・ガールズ、クリスティーナ・アギレラ、ジェシー・マッカートニー、ジョナス・ブラザーズ、アシュレイ・ティスデイル、サラ・パクストン、スカイ・スウィートナムなどである。
全米アルバムチャートビルボード200で第15位、ビルボードTop Kid Audioで第2位となる。
シングル「狼なんかこわくない」は Pop 100チャートで第82位となる。

## 収録曲
| #  | 邦題曲名                                    | 原題曲名                                          | アーティスト                                     | 映画                               | 時間 |
| -- | ------------------------------------------- | ------------------------------------------------- | ------------------------------------------------ | ---------------------------------- | ---- |
| 1  | 夢はひそかに                                | "A Dream Is a Wish Your Heart Makes"              | ディズニー・チャンネル・サークル・オブ・スターズ | シンデレラ                         | 3:46 |
| 2  | ジッパ・ディー・ドゥー・ダー                | "Zip-a-Dee-Doo-Dah"                               | マイリー・サイラス                               | 南部の唄                           | 3:06 |
| 3  | イフ・アイ・ネヴァー・ニュー・ユー          | "If I Never Knew You"                             | チーター・ガールズ                               | ポカホンタス                       | 3:16 |
| 4  | 狼なんかこわくない                          | "Who's Afraid of the Big Bad Wolf?"               | B5                                               | 三匹の子ぶた                       | 3:32 |
| 5  | リフレクション（リミックス）                | "Reflection" (Remix)                              | クリスティーナ・アギレラ                         | ムーラン                           | 3:15 |
| 6  | アイル・トライ                              | "I'll Try"                                        | ジェシー・マッカートニー                         | ピーター・パン2 ネバーランドの秘密 | 3:51 |
| 7  | ルック・スルー・マイ・アイズ                | "Look Through My Eyes"                            | エバーライフ                                     | ブラザー・ベア                     | 3:11 |
| 8  | 水辺のろうそく                              | "Candle on the Water"                             | アナリーセ ・ヴァン・デ・ポール                  | ピートとドラゴン                   | 3:08 |
| 9  | ユール・ビー・イン・マイ・ハート            | "You'll Be in My Heart"                           | テディ・ガイガー                                 | ターザン                           | 4:15 |
| 10 | ヨー・ホー                                  | "Yo Ho"                                           | ジョナス・ブラザーズ                             | パイレーツ・オブ・カリビアン       | 2:04 |
| 11 | いつか王子様が （feat. ドリュー・シーリー） | "Someday My Prince Will Come (feat. Drew Seeley)" | アシュレイ・ティスデイル                         | 白雪姫                             | 3:31 |
| 12 | バハマ・ローラーコースター・ライド          | "Hawaiian Roller Coaster Ride"                    | バハ・メン                                       | リロ・アンド・スティッチ           | 3:30 |
| 13 | 愛を感じて                                  | "Can You Feel the Love Tonight"                   | サラ・パクストン                                 | ライオン・キング                   | 3:40 |
| 14 | スパ・カリ                                  | "Super Cali (BoiOB Mix)"                          | オーランド・ブラウン                             | メリー・ポピンズ                   | 3:32 |
| 15 | モンキーズ・アンクル                        | "Monkey's Uncle"                                  | ディーヴォ2.0                                    | The Monkey's Uncle                 | 2:24 |
| 16 | 町のクルエラ                                | "Cruella De Vil" *                                | スカイ・スウィートナム                           | 101匹わんちゃん                    | 2:55 |
| 17 | ゴー・ザ・ディスタンス                      | "Go the Distance" *                               | ケイシー & ジョジョ                              | ヘラクレス                         | 4:10 |

* ターゲット エクスクルーシブ・ボーナス・トラック

## チャート成績
| チャート (2007年)   | 最高順位 |
| ------------------- | -------- |
| 米国 ビルボード200  | 15       |
| 米国 Top Kids Audio | 2        |